# Cellae in Proconsulari
Cellae in Proconsulari (łac. Diocesis Cellensis in Proconsulari) – stolica historycznej diecezji w Cesarstwie rzymskim w prowincji Afryka Prokonsularna, sufragania metropolii Kartagina. Współcześnie w Tunezji. Obecnie katolickie biskupstwo tytularne.

## Biskupi tytularni
| Lp. | Biskup                      | Funkcja                                       | Od                   | Do               |
| --- | --------------------------- | --------------------------------------------- | -------------------- | ---------------- |
| 1   | Félix María Torres Parra    | biskup pomocniczy Cartageny (Kolumbia)        | 4 czerwca 1966       | 25 kwietnia 1969 |
| 2   | Juan Ignacio Larrea Holguín | biskup pomocniczy Quito (Ekwador)             | 17 maja 1969         | 28 czerwca 1980  |
| 3   | Felipe María Zalba Elizalde | biskup pomocniczy Arequipy (Peru)             | 18 grudnia 1980      | 29 lutego 1984   |
| 4   | Ioan Robu                   | administrator apostolski Bukaresztu (Rumunia) | 25 października 1984 | 14 marca 1990    |
| 5   | Emilio Aranguren Echeverria | biskup pomocniczy Cienfuegos (Kuba)           | 30 kwietnia 1991     | 1 kwietnia 1995  |
| 6   | Eugenio Arellano Fernández  | wikariusz apostolski Esmeraldas (Ekwador)     | 1 czerwca 1995       |                  |